# Syrista
Syrista är ett släkte av steklar som beskrevs av Friedrich Wilhelm Konow 1896. Syrista ingår i familjen halmsteklar.
Släktet innehåller bara arten Syrista parreyssii.